# تاکدا شینگن (مجموعه تلویزیونی تایگا)
تاکدا شینگن (به ژاپنی: 武田信玄 Takeda Shingen)، نام یک مجموعه تلویزیونی تاریخی و بیست و ششمین سری از فیلم‌های مجموعه تلویزیونی تایگا است. این مجموعه توسط ان‌اچ‌کی در سال ۱۹۸۸ میلادی ساخته شده است. سناریوی این مجموعه بر پایه رمان تاریخی تاکدا شینگن اثر جیرو نیتتا نوشته شده است.
راوی، مادر تاکدا شینگن، اوی نو کاتا است که داستان را برای مخاطب تعریف می‌کند، حتی زمانی که او در میانه داستان اصلی می‌میرد، این روح اوست که به روایت وقایع و مراقبت از پسرش ادامه می‌دهد.
این مجموعه با هدف به تصویر کشیدن وضعیت انسانی و درگیری‌های دوره سنگوکو ساخته شده است. شخصیت اصلی تاکدا شینگن/تاکدا هارونوبو است، مردی ارباب که یکی از قدرتمندترین نیروهای کشور را در ولایت کای (استان یاماناشی فعلی) ساخت و اودا نوبوناگا و توکوگاوا ایه‌یاسو را شوکه کرد.
او در جوانی به خاطر خصومت با پدرش تاکدا نوبوتورا مشکل داشت، اما زمانی که پدرش نوبوتورا را در یک کودتا از قدرت کنار زد و رئیس خاندان تاکدا شد، خرد ذاتی خود را به نمایش گذاشت. آنها به سمت ولایت شینانو (استان ناگانو کنونی) پیشروی کردند و به‌طور پیوسته قلمرو خود را گسترش دادند. اما به دلیل بی‌احتیاطی، درنبرد اوئه‌داهارا شکست سختی را متحمل شد و برخی از ملازمان ارشدش در این نبرد جان باختند. این مقطعی است که تاکدا شینگن تغییر شخصیت می‌دهد و به عنوان فردی بی رحم متولد می‌شود که برای رسیدن به اهدافش دست از هیچ چیز نمی‌کشد. هنگامی که آنها در نهایت ولایت شینانو را فتح کردند، مهارت‌های سازمانی و رهبری خود را برای غلبه بر سایر ولایت‌ها اصلاح کردند و یک سپاه سواره نظام را ایجاد کردند که گفته می‌شد قوی‌ترین در دوره سنگوکو بود. علاوه بر این، پس از تعدادی نبرد معروف، از جمله نبردهای کاواناکاجیما، نبرد با اوئه‌سوگی کنشین که بر ولایت اچیگو (استان نیگاتا فعلی) حکومت می‌کرد.
اگرچه او از استعداد تربیت سرباز و ثروتمند کردن ولایت برخوردار بود، اما با ناتوانی در درک اعضای خانواده و با نزدیکترین افراد روبرو بود. سرانجام، او سفر مورد انتظار خود را به با شکست دادن ارتش توکوگاوا ایه‌یاسو در نبرد میکاتاگاهارا به سوی پایتخت آن زمان کیوتو آغاز کرد.

## در ایران
این مجموعه تلویزیونی با عنوان افسانه شینگن در دهه هفتاد خورشیدی در ایران به روی آنتن رفت. این فیلم که محصول سال ۱۹۸۸ است، به بازسازی یکی از روایت‌های تاریخی قرن شانزدهم در ژاپن می‌پردازد که قهرمان آن فردی به نام شینگن است. این مجموعه با مدیریت علیرضا باشکندی به فارسی دوبله شد و با عنوان افسانهٔ شینگن از صدا و سیمای ایران پخش شد.

## بازیگران

### خاندان تاکدا
- کی‌ایچی ناکای در نقش تاکدا شینگن/تاکدا هارونوبو
  - کلود مکی در نقش شینگن نوجوان و تاکدا کاتسویوری
- میکیجیرو هیرا در نقش تاکدا نوبوتورا، پدر شینگن
- آیاکو واکائو در نقش اوی نو کاتا ، مادر شینگن (راوی مجموعه)
- میساکو کوننو در نقش سانجونوکاتا، همسر اصلی شینگن
- مایومی اوگاوا در نقش ندیمه سانجونوکاتا، یائه
- یوکو مینامینو در نقش اوکوکو دختری نوجوان و کوی هیمه/سووا گوریونین
- مائو دایچی در نقش ساتومی/ نزوگوریونین همسر غیراصلی/ سوکوشیتسوی شینگن
- کیمیکو ایکه‌گامی در نقش اری/آبوراکاوا فوجین همسر غیراصلی/ سوکوشیتسوی شینگن
- تاکه‌شی واکاماتسو در نقش تاکدا نوبوشیگه برادر کوچکتر شینگن
- ماسارو شینوزوکا در نقش تاکدا نوبوکادو برادر کوچکتر شینگن
- شین‌ایچی تسوتسومی در نقش تاکدا یوشی‌نوبو پسر ارشد شینگن
  - ناکامورا شیچینوسوکه دوم در نقش یوشینوبوی نوجوان
- کاتسویا کوبایاشی در نقش هارا ماساتوشی یک بوگیو مقام بوروکرات
- کی ساتو در نقش آبه کاتسویوشی
- تاکه‌توشی نایتو در نقش گیشو گنپاکو، راهب ذن

### بیست و چهار ژنرال تاکدا شینگن
- جو شیشیدو در نقش هارا توراتانه
- کیوشی کوداما در نقش اوبو توراماسا
- ریوسوکه میکی در نقش بابا نوبوهارو
- کوجیرو هونگو در نقش آماری تورایاسو
- بونتا سوگاوارا در نقش ایتاگاکی نوبوکاتا
- هیروآکی موراکامی در نقش کوساکا ماسانوبو
- هاشیزومه ایسائو در نقش سانادا یوکیتاکا
- سابورو شینودا در نقش یاماگاتا ماساکاگه
- توشی‌یوکی نیشیدا در نقش یاماموتو کانسوکه

### خاندان اوئه‌سوگی
- کیوهی شیباتا در نقش اوئه‌سوگی کنشین، رقیب شینگن
- کن اوتسوی در نقش نائوئه کاگه‌تسونا
- یوسوکه تاکیتا در نقش اوئه‌سوگی نوریماسا
- توکوما نیشیئوکا در نقش کیناجو تاکاهیرو
- هیروشی کاتسونو در نقش اوکوما توموهیده

### خاندان ایماگاوا
- ناکامورا کانزابورو هیجدهم در نقش ایماگاوا یوشیموتو
- کیوکو کیشیدا در نقش جوکی-نی
- ایچیرو زایتسو در نقش سسای تایگن

### خاندان هوجوی اخیر
- ریوتارو سوگی در نقش هوجو اوجی‌یاسو
- یوایچی آئویاما در نقش هوجو اوجیماسا
- تاکائو اینواونه در نقش ماتسودا نوریهیده

### خاندان اودا
- ریو ایشیباشی در نقش اودا نوبوناگا
- یومی آسو در نقش نوهیمه
- ایهارا تسویوشی در نقش اودا نوبویوکی

### خاندان توکوگاوا
- Nakamura Hashinosuke III در نقش توکوگاوا ایه‌یاسو
- شینشو ناکامارو در نقش ساکای تاداتسوگو

### خاندان سووا
- باندو میستوکورو دهم در نقش سووا یوریشیگه
- یوری آیه یاماشیتا در نقش ننه گوریونین خواهر شینگن

### خاندان موراکامی
- تسونه‌هیکو کامی‌جو در نقش موراکامی یوشیکیو

### دیگران
- ایچیکاوا دایزو در نقش آشیکاگا یوشی‌آکی، آخرین شوگون از شوگون‌سالاری آشیکاگا

## قسمت‌ها
| اپیزود/قسمت                                                                             | حدود تاریخی | عنوان                                                                        | خلاصه | امتیاز |       |
| --------------------------------------------------------------------------------------- | ----------- | ---------------------------------------------------------------------------- | --- | ------ | ----- |
| ۱                                                                                       | ۱۵۳۶ میلادی | پدر و پسر "Chichi to Ko" (父と子)                                            | در نبرد اون نو کوچی با وجود تصرف قلعه هارونوبو/شینگن به جای تشویق مورد شماتت پدرش تاکدا نوبوتورا قرار می‌گیرد. شینگن عاشق دختر نوجوانی به نام «اوکوکو» می‌شود. ازدواج شینگن با سانجونوکاتا در سن ۱۵ سالگی | ۴۲٫۵٪  |       |
| ۲                                                                                       |             | زمان تصمیم "Ketsui no Toki" (決意の時)                                       | به دلیل نارضایتی از ارباب و رنج مردم، ژنرال تصمیم گرفت هارونوبو/شینگن تصمیم می‌گیرد تا پدرش را بازنشسته و تبعید کند تا از ولایت کای محافظت کند. | ۴۷٫۳٪  |       |
| ۳                                                                                       | ۱۵۴۱        | جدایی "Wakare" (別れ)                                                        | ملازمان ارشد خاندان تاکدا و و دیگران نیز در کنار هارونوبو/شینگن قرار گرفتند و نوبوتورا به سربازان داماداش خاندان ایماگاوا تحویل داده شد. | ۴۸٫۶٪  |       |
| ۴                                                                                       | ۱۵۴۲        | دیدار سرنوشت‌ساز"Unmei no Deai" (運命の出会い)                                | هارونوبو/شینگن برای اولین بار کوی-هیمه از خاندان سووا را می‌بیند که کاملاً به اولین عشق او «اوکوکو» که کشته شد شباهت دارد. | ۴۸٫۱٪  |       |
| ۵                                                                                       | ۱۵۴۲        | افسانه دریاچه "Kosui Densetsu" (湖水伝説)                                    | در کوهی مشرف به حوضه کوفو، یاماناشی/کای، هارونوبو (بعدا شینگن) با پسر بزرگش «تارو» با مهربانی صحبت می‌کند. می‌گوید: مدت‌ها پیش، حوضه کوفو یک دریاچه بود و دوازده خدا بالای آن می‌رقصیدند و یکی از آنها در دریاچه ناپدید شد و حوضه کای/حوضه کوفو ظاهر شد. این یک افسانه دریاچه از سرزمین کای است. به این روش هارونوبو به پسرش تارو، که در آینده وارث رهبری خانواده خواهد شد، اهمیت اداره یک کشور را با مقایسه آن با یک افسانه توضیح می‌دهد. | ۴۵٫۰٪  |       |
| ۶                                                                                       | ۱۵۴۲        | حمله به سووا"Suwa-zeme" (諏訪攻め)                                           | سرزمین کای از هر طرف مملو از ولایت‌های همسایه بود و جنگ سالاران قدرتمندی که قصد تسلط بر کشور را داشتند در صورت عدم حمله همیشه در خطر حمله قرار داشتند. سرانجام هارونوبو (بعدا شینگن) به ملازمان خود دستور داد تا به سووا، ناگانو حمله کنند. هارونوبو که از جنگ اطلاعاتی استفاده کامل کرد، موفق شد ناحیه سووا را بدون از دست دادن حتی یک سرباز تصرف کند. | 49.2%  |       |
| ۷                                                                                       | ۱۵۴۲        | فورینکازان"Fūrin Kazan" (風林火山)                                           | درگیری داخلی در خاندان سووا درگرفت. هارونوبو (بعدها شینگن) از پسر خواهرش که پسر سووا یوریشیگه بود که حمله کشته شده بود، به عنوان رهبر جدید سووا حمایت کرد. ارتش تاکدا پرچم‌هایی را به اهتزاز درآورد که عبارت «فورینکازان» با رنگ طلایی روی پس‌زمینه آبی تیره و «سووا دایمیوجین» با ورق طلایی روی پس‌زمینه قرمز نوشته شده بود. | ۴۶٫۶٪  |       |
| ۸                                                                                       | ۱۵۴۲        | کوی-هیمه"Koi-hime" (湖衣姫)                                                  | سووا گوریونین/ کوی هیمه، همسر غیراصلی سوکوشیتسوی شینگن می‌شود. خانواده‌های قدرتمند ولایت‌های همسایه به جشن عروسی می‌آیند، اما… یائه، ندیمه سانجونوکاتا، همسر اصلی هارونوبو، از دیدن کوی هیمه که دقیقاً شبیه اوکوکو است، شگفت زده می‌شود و وحشت می‌کند و می‌گوید: «این یک اونریو/ روح انتقام‌جو است.» | ۴۸٫۶٪  |       |
| ۹                                                                                       | ۱۵۴۶        | جنگ زنان"Onna no Ikusa" (女のいくさ)                                         | کوی هیمه که از رفتار سانجونوکاتا و ندیمه اش «یانه» تحقیر شده بود تصمیم گرفت و گفت: «من تاکدا دونو (ارباب) را از آن زن (سانجونوکاتا) دور خواهم کرد.» | ۴۶٫۵٪  |       |
| ۱۰                                                                                      | ۱۵۴۷        | ساختن وطن"Kuni-zukuri" (国造り)                                              | هارونوبو (بعدا شینگن) دو سال پس از تبدیل شدن به فرمانروای کای، ایده خود را برای ساختن یک ملت جدید به ملازمان ارشد خود اعلام کرد: «از این به بعد، ما دیگر درگیر جنگ دفاعی نخواهیم بود…» سپس آنها شروع به جنگ تهاجمی کردند و شروع به گسترش قدرت خود کردند. نه تنها این، بلکه در وقفه‌های بین جنگ‌ها، او بر ساخت بستر رود میدای نظارت داشت، وضعیت معادن طلا و توسعه شهر اطراف قلعه را زیر نظر داشت و قدرت و انرژی خود را به نمایش گذاشت. | ۴۶٫۹٪  |       |
| ۱۱                                                                                      | ۱۵۴۸        | ببر اچیگو "Echigo no Tora" (越後の虎)                                        | هارونوبو (بعدا شینگن) عجله دارد تا تمام ولایت شینانو را تصرف کند. برای رسیدن به این هدف، نبرد با نیروهای خاندان موراکامی اجتناب ناپذیر بود. دو تن از ملازمان ارشد او، ایتاگاکی نوبوکاتا و آماری تورایاسو، در نبرد اوئه‌داهارا کشته شدند و او برای اولین بار شکست را تجربه کرد. در همان زمان، ناگائو کاگه‌تورا (بعدها اوئه‌سوگی کنشین)، یک سامورایی از ولایت اچیگو، برادر بزرگتر خود ناگائو هاروکاگه را از دست داد و به عنوان شوگو (فرماندار نظامی) ولایت اچیگو وارد قلعه کاسوگایاما شد. | ۴۳٫۹٪  |       |
| ۱۲                                                                                      |             | هوجوی دریا"Umi no Hōjō" (海の北条)                                           | «شیرو» (بعدها تاکدا کاتسویوری)، پسر کوی هیمه و شینگن، بیمار می‌شود. این بیماری به این دلیل بود که یائه دعایی را برای نفرین درخواست کرده بود. در همان زمان، ناگائو کاگه‌تورا (بعدها اوئه‌سوگی کنشین) تصمیم گرفت تا مجازات الهی را برای هوجو اوجییاسو از ولایت ساگامی که کانتو کانری (معاون فرماندار منطقه کانتو از خاندان اوئه‌سوگی) را اخراج کرده بود، اعمال کند. ایماگاوا یوشیموتو از ولایت سوروگا مراقب قدرت زمانه خود بود و گفت: «کسی که دریا را کنترل می‌کند جهان را کنترل می‌کند.» | ۴۵٫۶٪  |       |
| ۱۳                                                                                      | ۱۵۵۰        | به سوی نبرد کاواناکاجیما "Kawanakajima eno Michi" (川中島への道)             | هشت سال پس از شروع حمله به ولایت شینانو، هارونوبو (بعدها شینگن) با اوگاساوارا ناگاتوکی و موراکامی یوشیکیو در نبردی سرنوشت‌ساز محاصره فوکاشی روبرو شد. در آن زمان، پسر دوم هارونوبو، جیرو، به دلیل آبله نابینا شد. با وجود این، هارونوبو به پیشروی ارتش خود به سمت شمال ادامه داد و تقریباً تمام شینانو را در اختیار گرفت، اما در همان زمان او دشمنی مهیب را در ولایت همسایه شینانو، ولایت اچیگو، برای جنگ تحریک کرد. | ۳۶٫۵٪  |       |
| ۱۴                                                                                      | ۱۵۵۱        | خُل اُواری"Owari no Itanji" (尾張の異端児)                                     | پس از محاصره فوکاشی، اوگاساوارا ناگاتوکی مجبور به ترک زمین‌های خود شد. اودا نوبوناگا بعد از مرگ پدر رهبر خاندان اودا می‌شود. | ۴۴٫۰٪  |       |
| ۱۵                                                                                      | ۱۵۵۲        | مادر و فرزند"Haha to Ko" (母と子)                                            | فاصله ولایت کای تا کاواناکاجیما تقریباً ۱۶۰ کیلومتر است. قبل از حمله به قلعه کاتسورائو متعلق به موراکامی یوشیکیو، هارونوبو (بعدها شینگن) جاده ای مستقیم ساخت تا آنجا ساخت. مادر شینگن اوی نو کاتا، گفت: «دو کشوری که شما از آنها محافظت می‌کنید، ولایت شینانو و کای هستند. رؤیای تسخیر کشور رؤیای خوبی نیست.» با این سخنان نگران آینده هارونوبو از دنیا رفت. | ۴۳٫۴٪  |       |
| ۱۶                                                                                      | ۱۵۵۳        | تصرف شینانو"Shinano Seifuku" (信濃征服)                                      | هارونوبو (بعدها شینگن) و کاگه‌تورا (بعدها اوئه‌سوگی کنشین) در حال کاوش برای شناخت یکدیگر هستند. زمانی که کاشت برنج تمام شد، هارونوبو تصمیم گرفت به خاندان موراکامی در ولایت شینانو حمله کند. نیروهای موراکامی توسط جنگ اطلاعاتی خاندان سانادا گمراه شدند و در نهایت و موراکامی یوشیکیو قلعه را رها کرد. نبرد طولانی برای کنترل کامل شینانو آغاز شد. | ۴۰٫۲٪  |       |
| ۱۷                                                                                      | ۱۵۵۳        | دیدار با ببر"Tora tono Deai" (虎との出会い)                                  | به درخواست ژنرال‌های ولایت شینانو که قلمرو خود را از دست داده بودند، کنشین با ارتش تاکدا شینگن (نبرد اول کاواناکاجیما) مقابله کرد. | ۳۹٫۳٪  |       |
| ۱۸                                                                                      | ۱۵۵۵        | خداحافظ کوی-هیمه"Saraba Koi-hime" (さらば湖衣姫)                             | مرگ سووا گوریونین/ کوی هیمه، همسر غیراصلی سوکوشیتسوی شینگن بر اثر بیماری. هارونوبو (بعداً شینگن) به سوی سووا شتافت، اما دیگر دیر شده بود و کوی هیمه از دنیا رفته بود. هارونوبو بدون حل نبرد با کاگه‌تورا (بعدا اوسوگی کنشین) به محل اقامت خود در کای بازمی‌گردد. در همان زمان، شیرو (که بعداً به نام کاتسویوری شناخته شد) پس از مرگ مادرش، در محل اقامتش در سووا توسط یک قاتل مورد تهدید قرار گرفت. صدای شیرو که درخواست کمک می‌کند به پسر نابینای شینگن «جیرو» (بعدا ریوهو) می‌رسد که برای آموزش راهب شدن در معبد ذن زندگی می‌کند. او به پدرش اطلاع می‌دهد و سپس هارونوبو و پسر ارشدش «تارو» (بعدها تاکدا یوشینوبو) سوار بر اسب‌های خود به سووا می‌روند. | ۳۹٫۱٪  |       |
| ۱۹                                                                                      |             | اتحاد سه‌گانه کای-ساگامی-سوروگا"Sangoku Dōmei" (三国同盟)                     | در سال قبل ۱۵۵۴، مابین سه ولایت کای، ولایت ساگامی و ولایت سوروگا پیمان سه‌جانبه به وجود آمده بود. رهبری این سه ولایت را در این زمان تاکدا شینگن، هوجو اوجی‌یاسو و ایماگاوا یوشی‌موتو در دست داشتند. اتحاد سه جانبه تاکدا، هوجو و ایماگاوا به دلیل جاه طلبی‌های مربوط به آنها برای تسخیر کل ژاپن تشکیل شده بود. هارونوبو (بعدا شینگن) برادر کوچکترش تاکدا نوبوشیگه را به عنوان فرمانده کل برای حمایت از ایماگاوا فرستاد. ایماگاوا یوشیموتو در آستانه رفتن به کیوتو است. هوجو اوجی‌یاسو برای نبرد با کانتو کانری خاندان اوئه‌سوگی آماده می‌شود. هارونوبو، که در حال جنگ با اوئه‌سوگی کنشین است، اکنون از تهدید ولایت‌های جنوبی رها شده است. | ۴۲٫۸٪  |       |
| ۲۰                                                                                      | ۱۵۵۵        | دویست روز رودررویی"Nihyaku-nichi no Taijin" (دویست روز تقابل)                | در دومین نبرد کاواناکاجیما، کنشین و شینگن به مدت ۲۰۰ روز نتوانستند به توافق برسند، اما با وساطت ایماگاوا یوشیموتو از ولایت سوروگا، توانستند آشتی کنند. | ۳۷٫۴٪  |       |
| ۲۱                                                                                      | ۱۵۵۶        | ناپدید شدن کاگه‌تورا"Kagetora Shissō" (景虎失跡)                              | کنشین با هدف راهب شدن به کوه کویا رفت، اما منصرف شد. اوکوما توموهیده از قلعه میکان (ایتاکورا) شورش کرد، بنابراین کنشین به قلعه کاسوگایاما بازگشت تا توموهیده را شکست دهد و اتحاد ولایت اچیگو را کامل کند. | ۳۶٫۸٪  |       |
| ۲۲                                                                                      | ۱۵۵۷        | موج ناگهانی سردرگمی"Kanpū Hatsumei" (奸風発迷)                               | شینگن با آبوراکاوا فوجین به عنوان همسر غیراصلی ازدواج می‌کند. اودا نوبوناگا برادر کوچکتر خود اودا نوبویوکی را به قتل می‌رساند. شینگن به عنوان شوگوی (فرماندار) ولایت شینانو منصوب می‌شود. | ۳۵٫۵٪  |       |
| ۲۳                                                                                      |             | تحول نوبوتورا"Nobutora Henshin" (信虎変身)                                   | پدر شینگن نوبوتورا که در ولایت سوروگا در تبعید است، از حالت ضعف و زبونی خود دست می‌کشد. | ۳۴٫۱٪  |       |
| ۲۴                                                                                      | ۱۵۶۰        | مرگ یوشیموتو "Yoshimoto Uchijini" (義元討死)                                 | در نبرد تاریخی نبرد اوکه‌هازاما ایماگاوا یوشیموتو توسط سپاه اودا نوبوناگا کشته می‌شود. | ۳۵٫۳٪  |       |
| ۲۵                                                                                      | ۱۵۶۰        | آغاز فاجعه "Higeki no Hottan" (悲劇の発端)                                   | پسر شینگن که با دختر ایماگاوا یوشیموتو ازدواج کرده است از شینگن انتظار گرفتن انتقام کشتن پدرزنش را مطرح می‌کند که پذیرفته نمی‌شود. | ۳۷٫۱٪  |       |
| ۲۶                                                                                      | ۱۵۶۱        | اوجی‌یاسو و کاگه‌تورا"Ujiyasu to Kagetora" (氏康と景虎)                        | کنشین محاصره اوداوارا (۱۵۶۱) را انجام می‌دهد اما به علت کمبود ذخیره خوراکی سپاهش و حمله شینگن به اچیگو محاصره را رها می‌کند. | ۳۳٫۷٪  |       |
| ۲۷                                                                                      | ۱۵۶۱        | نبرد خونین کاواناکاجیما قسمت اول"Kawanakajima Kessen (1)" (川中島血戦（一）) | نبرد چهارم از نبردهای کاواناکاجیما درگرفت. در این نبرد، برادر کوچکتر شینگن، تاکدا نوبوشیگه و یاماموتو کانسوکه در ارتش تاکدا کشته شدند. | ۳۶٫۴٪  |       |
| ۲۸                                                                                      | ۱۵۶۱        | نبرد خونین کاواناکاجیما قسمت دوم"Kawanakajima Kessen (2)" (川中島血戦（二）) | نبرد چهارم از نبردهای کاواناکاجیما درگرفت. در این نبرد، برادر کوچکتر شینگن، تاکدا نوبوشیگه و یاماموتو کانسوکه در ارتش تاکدا کشته شدند. |        | ۳۷٫۷٪ |
| ۲۹                                                                                      |             | پیروزی و شکست"Shōri to Haiboku" (勝利と敗北)                                 | شینگن سعی می‌کند پسرش یوشینوبو را به دلیل نافرمانی از دستورهای فرمانده کل تنبیه کند. | ۳۴٫۷٪  |       |
| ۳۰                                                                                      | ۱۵۶۲        | حادثه یوشینوبو قسمت اول"Yoshinobu Jiken (1)" (義信事件（一）)                | شینگن تلاش می‌کند تا پسرش یوشینوبو او را تا چشمه آبگرم کاوائورا همراهی کند، اما یوشینوبو نمی‌پذیرد. شکاف بین پدر و پسر عمیق‌تر می‌شود. در حوالی آن زمان، پدرش نوبوتورا ملازمان خاندان ایماگاوا در ولایت سوروگا را به شورش تحریک می‌کند و زندگی او توسط قاتلان فرستاده شده توسط مادربزرگ دایمیوی ایماگاوا، کوسوکی تهدید می‌شود. آدمکش‌های دیگری همچنین به شینگن نزدیک می‌شوند اما موفق به کشتن او نمی‌شوند. | ۳۱٫۵٪  |       |
| ۳۱                                                                                      | ۱۵۶۳        | حادثه یوشینوبو قسمت دوم"Yoshinobu Jiken (2)" (義信事件（二）)                | شینگن تصمیم می‌گیرد به سوروگا حمله کند، اما پسرش یوشینوبو با این باور که با وجود پیمانی که از قبل بسته شده، عدالت اجرا نمی‌شود، علیه او شورش می‌کند و نفرت او از شینگن عمیق می‌شود. سپس یوشینوبو قصد خود را برای شورش به مربی دوران کودکی اش، اوبو توراماسا، فاش می‌کند. توراماسا به قصد کمک به یوشینوبو، سعی می‌کند خود شینگن را بکشد، اما موفق نمی‌شود و دستگیر می‌شود. | ۳۳٫۷٪  |       |
| ۳۲                                                                                      | ۱۵۶۴        | زندانی کردن فرزند"Waga-ko Yūhei" (わが子幽閉)                                | پسرش، یوشینوبو، به شینگن می‌گوید که او مسئول شورش است و از او می‌خواهد که دستور سپپوکو را برای مرگ او بدهد. با این حال، شینگن یوشینوبو را در معبد توکو (کوفو) در مکان تاریکی زندانی کرد. شینگن فکر می‌کند: «باید به خاطر تبعید پدرم به ولایت دیگر و زندانی کردن پسرم، خودم را مانند یک شیطان احساس کنم». اوبو توراماسا تا آخر از یوشینوبو محافظت می‌کند و سپپوکو را مرتکب می‌شود. | ۳۱٫۸٪  |       |
| ۳۳                                                                                      | ۱۵۶۴        | مرگ دیو-مینو"Oni-mino no Shi" (鬼美濃の死)                                   | شینگن از پسرش یوشینوبو در معبد توکو دیدن کرد. سپس شینگن متوجه می‌شود که همان‌طور که خود او از پدرش متنفر بود، یوشینوبو نیز از او متنفر بود. دو ماه بعد، یک مجلس تبریک بین چهارمین پسر شینگن، تاکدا کاتسویوری، و خواهر کوچکتر اودا نوبوناگا، «یوکی‌هیمه» برگزار شد. شینگن نمی‌دانست که این ازدواج آینده کای را به شدت تغییر می‌دهد. هارا توراتانه معروف به «دیو مینو» یکی از ملازمان ارشد و قدیمی شینگن می‌میرد. | ۳۶٫۳٪  |       |
| ۳۴                                                                                      | ۱۵۶۷        | حمله به ولایت کوزوکه"Jōshū-zeme" (上州攻め)                                  | در بهار سال نهم ایروکو، شینگن تصمیم گرفت به قلعه مینووا حمله کند. پسرش کاتسویوری در حمله به قلعه استعداد نظامی خود را نشان می‌دهد. ایماگاوا در حال طراحی استراتژی بود تا با جلوگیری از ورود نمک به ولایت کای، تاکدا را به ضعف بکشاند. پس از مدتی، شینگن یوشینوبو را در محل حبس خود ملاقات می‌کند. یوشینوبو در آن شب خودکشی کرد. | ۳۵٫۰٪  |       |
| ۳۵                                                                                      | ۱۵۶۸        | فروپاشی پیمان"Meiyaku Hōkai" (盟約崩壊)                                      | خبر تولد پسری توسط یوکی هیمه، همسر اصلی چهارمین پسرش، کاتسویوری، به شینگن رسیده است. شینگن او را «شین کاتسو» نامید. همسر اصلی یوشینوبو، «اوتسونه»، به زادگاهش ولایت سوروگا و خاندان ایماگاوا بازگردانده شد. عروس او همچنان کینه ای عمیق نسبت به شینگن در دل داشت. سوروگا ورود نمک به کای را متوقف کرد و هوجو از ولایت ساگامی نیز به درخواست ایماگاوا ورود نمک را متوقف کرد. پیمان پیمان سه‌جانبه کای/شینگن-سوروگا/ایماگاوا-ساگامی/هوجو از قبل با تیره شدن روابط بین کای و سوروگا باطل شده بود. این بار اتحاد دوگانه بین کای/شینگن و ساگامی/هوجو نیز باطل شد. . | ۳۸٫۰٪  |       |
| ۳۶                                                                                      | ۱۵۶۸        | نوبوناگا به کیوتو می‌رود"Nobunaga Jōraku" (信長上洛)                          | در حالی که اودا نوبوناگا با توکوگاوا ایه‌یاسو قراردادی همکاری امضا کرد، با آشیکاگا یوشی‌آکی، برادر کوچکتر شوگون سیزدهم آشیکاگا یوشیترو نیز ملاقات کرد و نقشه ای برای رفتن به کیوتو و به قدرت رساندن او طراحی کرد. شینگن احساس می‌کند که فرصت را دارد از دست می‌دهد. او می‌گوید «من باید کمی عجله کنم.» با این حال، نوبوناگا در نهایت به کیوتو رفت و آشیکاگا یوشی‌آکی پانزدهمین شوگون شد. شینگن شروع به حرکت به سمت سوروگا کرد. | ۳۷٫۴٪  |       |
| ۳۷                                                                                      | ۱۵۶۸        | "Suruga-zeme" (駿河攻め)                                                     | شینگن برای حمله به سوروگا حرکت می‌کند، اما هدف واقعی او اودا نوبوناگا است. برای شروع، من ابتدا به ایه‌یاسو ضربه می‌زنم. سرانجام شینگن وارد قلعه سونپو شد. توکوگاوا ایه‌یاسو می‌دانست که هدف واقعی شینگن رسیدن به کیوتو است؛ بنابراین، ایه‌یاسو به دنبال صلح و همکاری با خاندان هوجوی اخیر می‌رود. | ۳۴٫۱٪  |       |
| ۳۸                                                                                      | ۱۵۶۹        | محاصره اوداوارا (۱۵۶۹)"Odawara-zeme" (小田原攻め)                            | شینگن توسط خاندان هوجوی اخیر، خاندان توکوگاوا و حتی اوئه‌سوگی… از سه طرف محاصره شده بود، برای ارتش تاکدا ادامه ماندن در ولایت سوروگا امکان نداشت. شینگن یک بار به ولایت کای برمی گردد. شینگن سپس در پاییز برای ترساندن خاندان هوجو، تنها به مدت چهار روز با نیروهای خود قلعه اوداوارا را محاصره می‌کند. با این حال، هوجو هرگز قلعه اوداوارا را ترک نکرد. در ۵ اکتبر، چهار روز پس از شروع محاصره، ارتش تاکدا محوطه قلعه را آتش زد و با نیروهای خود را عقب‌نشینی کرد. روز بعد در راه بازگشت راه آنها توسط نیروهای دیگری از خاندان هوجو بسته می‌شود با این وجود شینگن در نبرد میماسه‌توگه پیروز می‌شود و به کای بر می‌گردد. در آن زمان، همسر اصلی شینگن، سانجونوکاتا، خون سرفه می‌کند. | ۳۹٫۳٪  |       |
| ۳۹                                                                                      |             | رؤیای کیوتو"Kyō no Yume" (京の夢)                                            | شینگن متوجه می‌شود که همسرش از سل رنج می‌برد. شش ماه پس از بازگشت از اوداوارا، شینگن تصمیم گرفت دوباره به ولایت اچیگو حمله کند. در همان زمان، نامه ای از شوگون پانزدهم تحویل می‌گیرد و در آن نوشته شده بود: "امیدواریم شینگن به کیوتو بیاید." هنگامی که شینگن به جاه طلبی‌های نوبوناگا و پیری نسبی خود فکر می‌کند، برای اولین بار شروع به شک در قدرت خود می‌کند. | ۳۶٫۸٪  |       |
| ۴۰                                                                                      | ۱۵۷۰        | دیو تاریکی"Kurayami no Oni" (暗闇の鬼)                                       | در حالی که برای بار دوم شینگن برای حمله به سوروگا آماده می‌شد، در مورد صلح با کنشین در ولایت اچیگو نیز صحبت کرد. از طرف دیگر تروتورا (کنشین) برای صلح با هوجو مردد بود. و شینگن بار دیگر قلعه شهر سونپو را در اختیار گرفت. علاوه بر این، او برای سومین بار به سوروگا حمله کرد و نتایج بزرگی به دست می‌آورد. | 29.5%  |       |
| ۴۱                                                                                      |             | آینه مهتابی"Tsukiyo no Kagami" (月夜の鏡)                                    | شینگن ندیمه همسرش، یائه را که به کاتسویوری و دیگر ملازمان ارشد حمله کرده بود، زندانی می‌کند. با این حال، وضعیت همسر اصلی شینگن، سانجونوکاتا، تنها بدتر شد. شینگن و ملازم ارشدش در مورد یائه نظرات متفاوتی دارند و زمانی که ملازم پیشنهاد می‌کند که یائه باید سرش بریده شود، شینگن تصمیم می‌گیرد منتظر بماند. | ۳۶٫۴٪  |       |
| ۴۲                                                                                      |             | مرگ مضاعف"Nijū no Shi" (二重の死)                                            | اوگیماچی سانجوکین، وزیر کشور، از خاندان سانجو به دیدار همسر اصلی شینگن، سانجو رفت. سانجو نو کاتا که مریض بود با پای خود به استقبال حاضران آمد، اما در هنگام ضیافت بیهوش شد و با آرامش از دنیا رفت. شینگن یائه را به خاطر جرمش می‌بخشد، اما یائه با شمشیر ساتومی خودکشی می‌کند. پسرش نابینای او ریوهو به شینگن توصیه کرد که از رفتن به کیوتو منصرف شود. | ۴۱٫۹٪  |       |
| ۴۳                                                                                      |             | ۸۰۰۰ سال بهار"Hassen-nen no Haru" (八千年の春)                               | حتی پس از مرگ همسر اصلی خود، سانجو نو کاتا، شینگن به تلاش خستگی ناپذیر برای حمله به سوروگا ادامه داد. سپس از فرزندش کاتسویوری در قلعه استقبال کرد. در همان زمان، او نامه ای از خاندان شوگون دریافت کرد که از او می‌خواست هر چه زودتر به کیوتو برود. در آن شب شینگن خواب دید که برادر کوچکترش نوبوشیگه در جنگ جان باخته است. تروتورا (کنشین) نیز این را به یاد آورد. هر دو مرد در مورد زندگی خود با یک فرد نامرئی صحبت می‌کنند. | ۳۷٫۷٪  |       |
| ۴۴                                                                                      | ۱۵۷۱        | مرثیه اوجی‌یاسو"Ujiyasu no Banka" (氏康の挽歌)                                | ارتش شینگن به مرز ولایت ساگامی نزدیک می‌شود. سپس در بهار برای اولین بار به ولایت میکاوا حمله کرد. در همین حال، اودا نوبوناگا به معبد انریاکو در کوه هیئی حمله کرد و بسیاری از راهبان و دیگران را کشت. در آن زمان، هوجو اوجی‌یاسو در بستر بیماری بود، اما وضعیت او بدتر شد و او از دنیا رفت و پسرش هوجو اوجیماسا را با این جمله رها کرد: "بیا دوباره با کای صلح کنیم." | ۳۴٫۵٪  |       |
| ۴۵                                                                                      |             | جاده کیوتو"Kyō eno Michi" (京への道)                                         | با مرگ هوجو اوجی‌یاسو، قرارداد بین ساگامی و اچیگو فسخ شد. در طول یک کنفرانس نظامی در مورد رفتن به کیوتو، شینگن خون استفراغ می‌کند. پسر نابینای او ریوهو که از دوران کودکی توانایی‌های الهام خاص داشت، مرگ پدرش شینگن را تصور کرد. ریوهو به شینگن توصیه کرد: "شما نباید به سمت غرب بروید." در همان زمان، خبر "شینگن در حال حرکت است…" به اودا نوبوناگا رسید. نوبوناگا فکر کرد که باید جلوی آن را بگیرد. | ۳۶٫۹٪  |       |
| ۴۶                                                                                      | ۱۵۷۲        | آخرین لشکرکشی"Saigo no Shutsujin" (最後の出陣)                               | شینگن متوجه شد که عمرش به پایان رسیده است. "در غرب هیچ نوری وجود ندارد، اما ما باید به سمت غرب برویم، این حکم من است…" شینگن با همسرهای خود، «ساتومی» و «اری» فنجانی می را رد و بدل کرد. سپس، در روز سوم ماه دهم گنکی، پسرش ریوهو او را بدرقه کرد و عازم عملیات سیجو (حمله به قلمروی توکوگاوا) شد. او با ۲۵۰۰۰ سرباز راهی کیوتو برای نبرد با ایه‌یاسو و نوبوناگا شد. | ۳۵٫۳٪  |       |
| ۴۷                                                                                      | ۱۵۷۳        | نبرد میکاتاگاهارا"Mikatagahara no Tatakai" (三方ヶ原の戦い)                  | روز ۳ ماه دهم، سومین سال از دوران گنکی: ارتش تاکدا برای نبرد حرکت کرد. قلعه فوتاماتا را ترک کرده و به سمت قلعه هاماماتسو حرکت کرد. سپس، در روز ۲۲ ماه دوازدهم، شینگن سپاه خود را به محل نبرد میکاتاگاهارا منتقل کرد و وانمود کرد که قلعه هاماماتسو، محل استقرار توکوگاوا ایه‌یاسو را هنگام عبور از آنجا نادیده گرفته و به این قلعه اعتنایی ندارد. ایه‌یاسو از اینکه شینگن قصد حمله به قلعه هاماماتسو را ندارد و او را کوچک گرفته است خشمگین شد و به قصد جنگیدن از قلعه خارج و راهی جنگ با شینگن شد، اما توسط ارتش تاکدا شکست خورد، حمله شینگن چنین توصیف شد «ارتشی که به یکباره مانند یک سونامی کوهستانی حمله کرد» و سپس گریخت. | ۳۸٫۱٪  |       |
| ۴۸                                                                                      | ۱۵۷۳        | شینگن بستری می‌شود"Shingen Taoreru" (信玄倒れる)                              | قبل از محاصره قلعه نودا، وضعیت سلامتی شینگن بدتر شد. شینگن به برادر کوچکترش، تاکدا نوبوکادو، و پسرش، کاتسویوری، وصیت کرد: «شما دو نفر قدرتتان را متحد کنید، هیچ چیز از درگیری به وجود نمی‌آید». همسرش ساتومی سوار بر اسب خود به نزد شینگن رفت و از او مراقبت کرد. نوبوناگا سپس به عنوان جنگجوی مقابل شینگن در اردوگاه اصلی نشست. قلعه نودا یک ماه بعد سقوط کرد. | ۳۷٫۸٪  |       |
| ۴۹                                                                                      | ۱۵۷۳        | شهر توهم"Maboroshi no Miyako" (幻の都)                                       | در نزدیکی ولایت اُواری، بیماری شینگن وخیم‌تر شد و در قلعه ناگاشینو و معبد هورای در ولایت میکاوا استراحت کرد و بستری شد. در همین حال، نوبوناگا نتوانست با شوگون پانزدهم آشیکاگا یوشی‌آکی صلح کند و تنش‌ها بالا گرفت. با این حال، ارتش تاکدا به قلعه ناگاشینو عقب‌نشینی کرد و پس از آن هیچ حرکتی نکرد. در آن زمان، نوبوناگا عملیات سرکوب شوگون پانزدهم را آغاز کرد و نیجوگوشو محل سکونت شوگون را احاطه کرد. پدرش، تاکدا نوبوتورا، برای اولین بار پس از ۳۰ سال، شینگن را در بستر بیماری‌اش ملاقات کرد و او را به دلیل بیماری اش سرزنش کرد. شینگن در آستانه رسیدن به آخرین لحظات زندگی خود بود. آفتاب صبح طلوع کرد و نور در آن لحظه بر چهره شینگن تابید. «به کای نور بده!» با این سخنان شینگن در سن ۵۲ سالگی در دهکده اینا، ناگانو زندگی‌اش پایان یافت. شینگن بی سر و صدا توسط چند تن از ملازمان ارشدش سوزانده شد. سپس در ماه نهم سال اول تنشو، کاتسویوری سرپرستی خانواده را بر عهده گرفت و ارباب ولایت کای شد. | ۳۸٫۱٪  |       |
| ۵۰                                                                                      | ۱۵۷۳        |                                                                              | در نزدیکی ولایت اُواری، بیماری شینگن وخیم‌تر شد و در قلعه ناگاشینو و معبد هورای در ولایت میکاوا استراحت کرد و بستری شد. در همین حال، نوبوناگا نتوانست با شوگون پانزدهم آشیکاگا یوشی‌آکی صلح کند و تنش‌ها بالا گرفت. با این حال، ارتش تاکدا به قلعه ناگاشینو عقب‌نشینی کرد و پس از آن هیچ حرکتی نکرد. در آن زمان، نوبوناگا عملیات سرکوب شوگون پانزدهم را آغاز کرد و نیجوگوشو محل سکونت شوگون را احاطه کرد. پدرش، تاکدا نوبوتورا، برای اولین بار پس از ۳۰ سال، شینگن را در بستر بیماری‌اش ملاقات کرد و او را به دلیل بیماری اش سرزنش کرد. شینگن در آستانه رسیدن به آخرین لحظات زندگی خود بود. آفتاب صبح طلوع کرد و نور در آن لحظه بر چهره شینگن تابید. «به کای نور بده!» با این سخنان شینگن در سن ۵۲ سالگی در دهکده اینا، ناگانو زندگی‌اش پایان یافت. شینگن بی سر و صدا توسط چند تن از ملازمان ارشدش سوزانده شد. سپس در ماه نهم سال اول تنشو، کاتسویوری سرپرستی خانواده را بر عهده گرفت و ارباب ولایت کای شد. | ۳۷٫۱٪  |       |
| میانگین امتیاز ۳۹٫۲٪ - میانگین امتیاز ۳۹٫۲٪ - رتبه‌بندی بر اساس منطقه کانتو در ژاپن است. |             |                                                                              | |        |       |